# Alazani Gurdżaani
SK Alazani Gurdżaani (gruz. სკ ალაზანი გურჯაანი) – klub piłkarski z siedzibą w Gurdżaani.

## Historia
Chronologia nazw:
- 1964—1993: Alazani Gurdżaani
- 1993—1994: Erkvani Gurdżaani
- 1994—2002: Alazani Gurdżaani
- 2002—2003: Alazani-Merani Gurdżaani
- 2003—...: Alazani Gurdżaani

Klub został założony w 1964 jako Alazani Gurdżaani. W tym że roku debiutował w rozgrywkach Klasy B, strefy 4 Mistrzostw ZSRR, w której występował do 1969. W 1970 w wyniku reorganizacji systemu lig spadł do Klasy B, strefy 2, a potem występował w rozgrywkach lokalnych.
W 1990 debiutował w pierwszych rozgrywkach o Mistrzostwo niepodległej Gruzji w Pirveli Liga i zdobył awans do Umaglesi Liga. W sezonie 1993/94 jako Erkvani Gurdżaani zajął 8. miejsce i spadł do Pirveli Liga. Przywrócił pierwotną nazwę i kontynuował występy w 2.lidze, a potem w niższych ligach. 1 lipca 2002 zmienił nazwę na Alazani-Merani Gurdżaani, a po roku powrócił do historycznej nazwy.

## Sukcesy
- Klasa B ZSRR, strefa 4:

8. miejsce: 1966
- Puchar ZSRR:

1/16 finału: 1968/69
- Mistrzostwa Gruzji:

brązowy medalista: 1992/93